# Le Baiser du tueur
Pour plus de détails, voir Fiche technique et Distribution.
Le Baiser du tueur (Killer's Kiss) est le deuxième long métrage de Stanley Kubrick, en noir et blanc, sorti en 1955.

## Synopsis

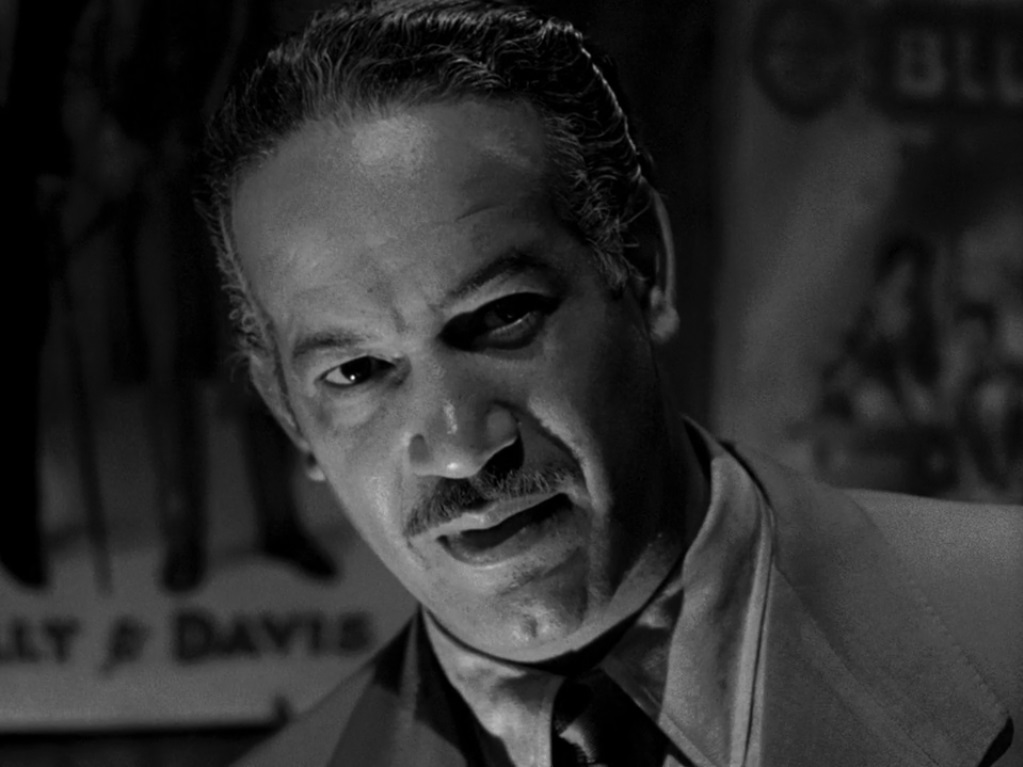
Frank Silvera dans Le Baiser du tueur

Après une défaite sur le ring dans un match officiel important, Davey Gordon défend une entraîneuse de danse, Gloria, malmenée par son patron Vincent Rapallo. Les deux jeunes gens, qui habitent dans le même voisinage, sympathisent et tombent amoureux. Gloria décide alors de quitter son travail pour fuir sa condition et son employeur.
Ce dernier, épris d'elle, tente de l'en empêcher en éliminant Davey qui se retrouve ainsi confronté aux hommes de main de Rapallo.
S'ensuit une poursuite haletante avec une scène mémorable dans un entrepôt de mannequins.

## Fiche technique
- Titre original : Killer's Kiss
- Titre français : Le Baiser du tueur
- Réalisation : Stanley Kubrick
- Scénario : Stanley Kubrick et Howard Sackler (non crédité)
- Musique : Gerald Fried
- Photographie : Stanley Kubrick
- Montage : Stanley Kubrick
- Production :  Stanley Kubrick et Morris Bousel
- Langue originale : anglais
- Format : noir et blanc — 1,37:1
- Genre : thriller, film noir
- Durée : 65 minutes
- Date de sortie : 1955

## Distribution
- Frank Silvera : Vincent Rapallo, le tenancier d'un night-club qui considère Gloria comme sa chose
- Jamie Smith : Davey Gordon, un boxeur sans envergure qui s'éprend de Gloria
- Irene Kane : Gloria Price, sa voisine, danseuse dans un night-club minable
- Ruth Sobotka : Iris, une ballerine, sœur de Gloria
- Jerry Jarret : Albert, le manager de Davey.
- Mike Dana : un gangster
- Felice Orlandi : un gangster
- Shaun O'Brien : le propriétaire
- Barbara Brand : une danseuse-entraîneuse du night-club
- Alec Rubin : un videur
- Ralph Roberts : un videur

## Distinction
- Festival international du film de Locarno 1959 : Léopard d'or

## Commentaires
- Pour ce film, Kubrick s'est inspiré de quartiers et de gens typiques de New York.
- Il disposait d'un petit budget (40 000 $) et a filmé l'intégralité du film sans son puis a doublé toutes les voix, ce qui représentait un travail technique considérable. D'ailleurs, Kubrick a réalisé lui-même une grande partie technique du film puisqu'il a été caméraman, réalisateur et monteur à la fois. Il a ensuite pu revendre le film à United Artists pour 75 000 $.
- Pour Le Baiser du tueur Kubrick s'inspire de son premier court métrage réalisé en 1951, Day of the Fight, un documentaire consacré au boxeur Walter Cartier[2].

### Vidéo
- Interview de James B. Harris (coproducteur de Docteur Folamour) dans les bonus du DVD Docteur Folamour[source insuffisante]